# Guayaquila mackameyi
Guayaquila mackameyi är en insektsart som beskrevs av Dietrich. Guayaquila mackameyi ingår i släktet Guayaquila och familjen hornstritar. Inga underarter finns listade i Catalogue of Life.